# Alberto Ceccherelli
Alberto Ceccherelli (Firenze, 1885 – 1958) è stato un economista italiano.
Allievo di Fabio Besta, fu docente di ragioneria all'università di Firenze dal 1932. Fu autore di varie opere storiche e trattati come La logismologia (1915) e Le applicazioni della ragioneria (1925).